# Georges Cohendy
Pour les articles homonymes, voir Cohendy.
Georges Cohendy, né le 15 juin 1886 à Lyon 2e et mort le 4 mai 1985 à Lyon 1er, est un juriste et un homme politique français.
Premier adjoint du maire Édouard Herriot en 1939, il est pris en otage par les Allemands lors de la première occupation de Lyon en juin 1940. Par décret du 20 septembre 1940 du Régime de Vichy, il est nommé président de la délégation spéciale qui remplace la municipalité élue. Jugé trop démocrate, il est renvoyé le 2 juillet 1941 et remplacé par Georges Villiers qui est nommé maire.